# Bentorite
La bentorite è un minerale appartenente al gruppo dell'ettringite.